# سیارک ۶۵۱۰
سیارک ۶۵۱۰ (به انگلیسی: 6510 Tarry، نامگذاری:1987DF) شش هزار و پانصد و دهمین سیارک کشف شده‌است که در ۲۳ فوریه ۱۹۸۷ کشف شد.
قدر مطلق سیارک برابر ۱۲٫۸۰ است.